# Donostia-San Sebastián
Donostia-San Sebastián (baszkul: Donosti, spanyol nyelven San Sebastián) egy spanyolországi város Baszkföldön, Gipuzkoa tartomány fővárosa. Fontos kereskedelmi, idegenforgalmi és logisztikai központ. Lakóinak száma 186 122 (2011). 2016-ban  Európa kulturális fővárosa volt.

## Fekvése
20 km-re fekszik a francia határtól, az Atlanti-óceán partján.

## Nevezetességei
- Szent Klára-sziget: a La Concha-öbölben található kis, sziklás partú sziget, turistaösvénnyel és vendéglővel
- A szél fésűje: egy több acélszoborból álló együttes a tengerpart szikláin elhelyezve.[3]
- A Real Sociedad spanyol elsőosztályú focicsapat itt működik, az  Estadio Anoeta stadionban.

## Sport
Ebben a városban működik a híres labdarúgóklub, a Real Sociedad. Stadionjuk az Estadio Anoeta.

## Ismétlődő rendezvények
Évente itt kerül megrendezésre a San Sebastián-i Nemzetközi Filmfesztivál.

## Híres emberek
Itt született 1924-ben és itt hunyt el 2002-ben  Eduardo Chillida spanyolországi baszk szobrász.

## Népesség
A település lakosságának változását az alábbi diagram mutatja:
| Lakosok száma | 186 095 | 186 064 | 186 370 | 186 665 | 187 415 | 188 240 | 188 102 | 187 849 | 188 743 | 189 093 |
|               | 2015    | 2016    | 2017    | 2018    | 2019    | 2020    | 2021    | 2022    | 2023    | 2024    |